# Огурцов, Бажен
Бажен Огурцов — русский зодчий, «каменных дел мастер» XVII века, выполнивший ряд крупных строительных работ в Можайске и в Москве.
Имел незнатное происхождение. Происходил, по предположениям историков, из города Кашина. Информация о зодчем довольно скудна и восходит к официальным документам. Не существует ни одного его портрета, достоверно неизвестны ни его даты жизни, ни даже отчество. В документах упоминается в период с 1624 по 1644 год.
Впервые упомянут в связи со строительными работами в Можайском кремле, где работал вплоть до 1626 года совместно с зодчим Фёдором Возулиным. Укрепления Можайского кремля не сохранились — их сносили со времён Екатерины II вплоть до эпохи Александра I, а из их кирпичей архитектор Алексей Бакарев воздвиг Никольский собор.
Примерно в те же годы Бажен Огурцов приглашается работать в Московский кремль. Здесь он вместе с англичанином Джоном Талером занимался ремонтом Успенского собора, а затем возвёл пороховой склад. Закончив эту работу в 1624 году, Бажен Огурцов руководил строительством Филаретовой пристройки к звоннице Колокольни Ивана Великого (пристройка сохранилась), а Джон Талер выстроил для неё шатровый верх.
В 1630-х годах Бажен Огурцов работал в Вознесенском монастыре (не сохранился, утрачен в советские годы). Но главным творением Бажена Огурцов считается московский Теремной дворец, над строительством которого он работал совместно с несколькими другими зодчими — Антипом Константиновым, Трефилом Шарутиным и Ларионом Ушаковым. Каменный дворец включал в себя также целый ансамбль церквей и палат, соединённых при помощи лестниц и переходов. Ко дворцу вели Колымажные ворота с Гербовой башней, построенной теми же зодчими (не сохранились).
В 1644 году Бажен Огурцов упоминается в документах последний раз — вместе с Трефилом Шарутиным он был жалован царём за заслуги в ходе строительства.

## Постройки, созданные при участии Бажена Огурцова

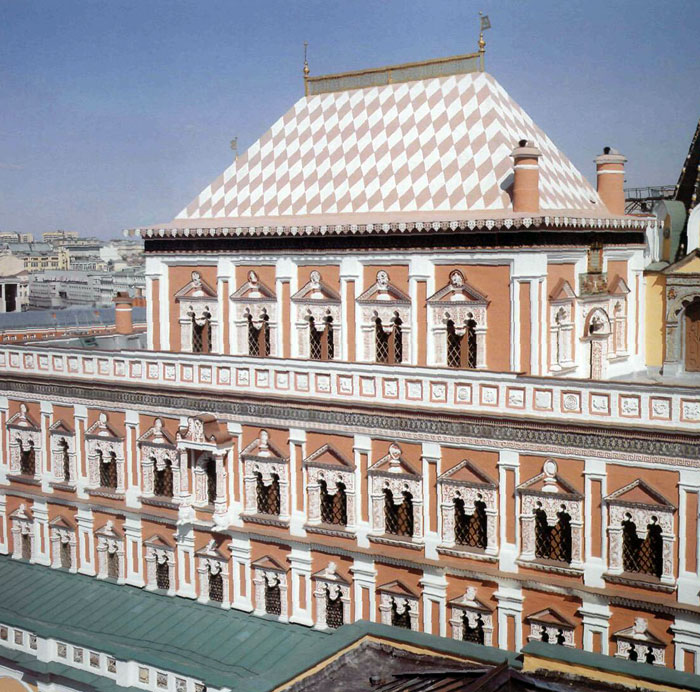
Теремной дворец.
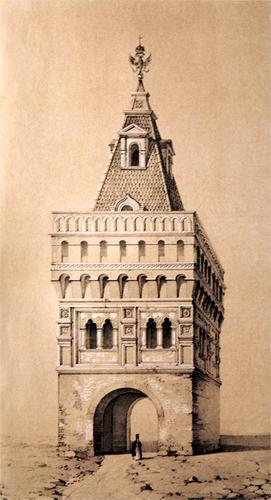
Гербовая башня (не сохранилась).
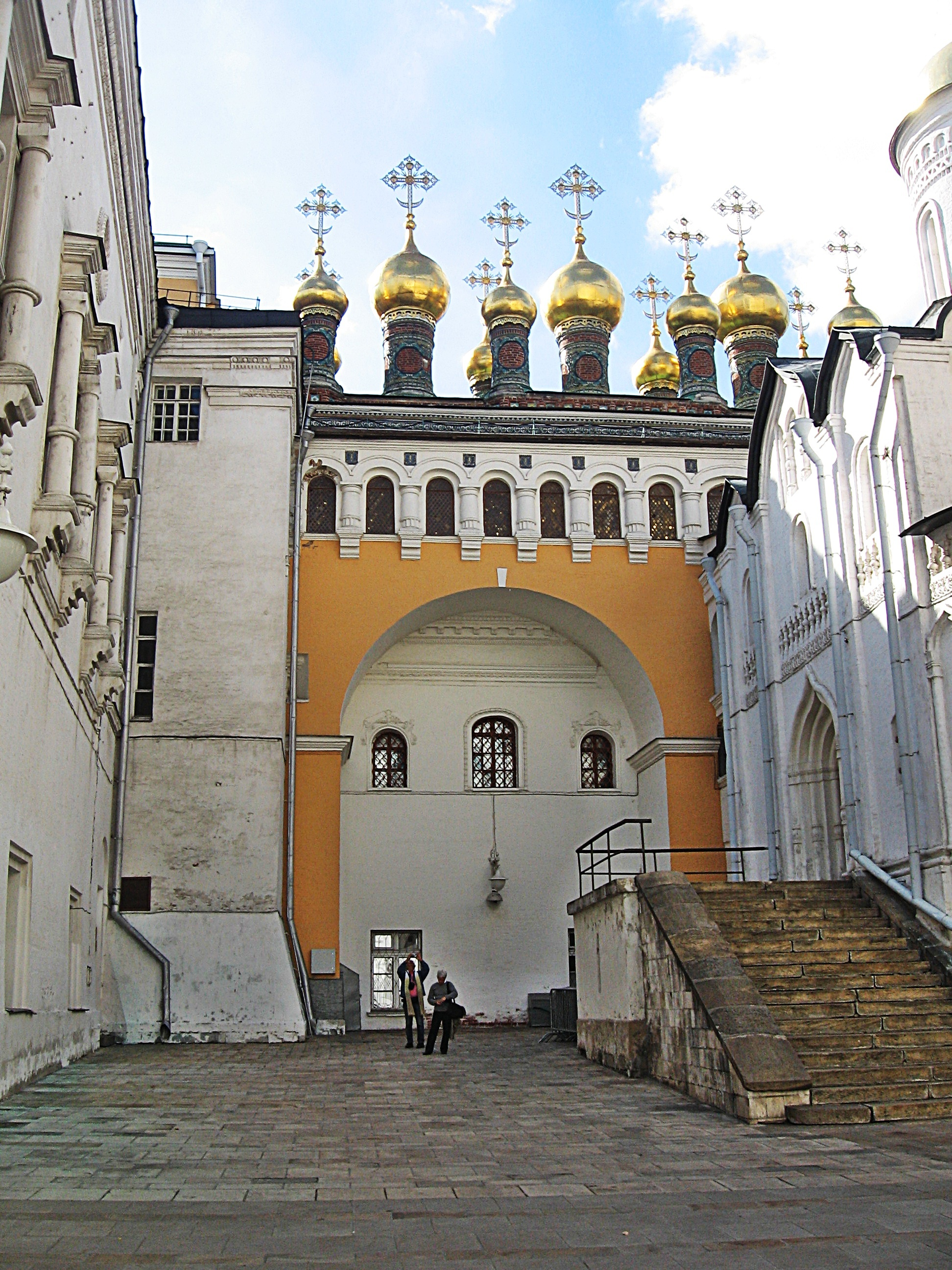
Верхоспасский собор.